# Державний кордон Венесуели

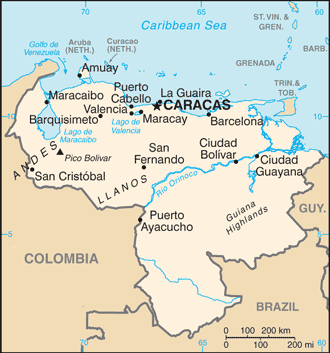
Карта Венесуели

Державний кордон Венесуели — державний кордон, лінія на поверхні Землі та вертикальна поверхня, що проходить по цій лінії, що визначають межі державного суверенітету Венесуели над власними територією, водами, природними ресурсами в них і повітряним простором над ними.

## Сухопутний кордон
Загальна довжина кордону — 5267 км. Венесуела межує із 3 державами. Уся територія країни суцільна, тобто анклавів чи ексклавів не існує.
Ділянки державного кордону
| Держава  | Ділянка | Довжина (км) | Прикордонні регіони | Примітки |
| -------- | ------- | ------------ | ------------------- | -------- |
| Бразилія | південь | 2137         |                     |          |
| Колумбія | захід   | 2341         |                     |          |
| Гаяна    | схід    | 789          |                     |          |

## Морські кордони
Венесуела на півночі омивається водами Карибського моря Атлантичного океану. Загальна довжина морського узбережжя 2800 км. Згідно з Конвенцією Організації Об'єднаних Націй з морського права (UNCLOS) 1982 року, протяжність територіальних вод країни встановлено в 12 морських миль (22,2 км). Прилегла зона, що примикає до територіальних вод, в якій держава може здійснювати контроль, необхідний для запобігання порушень митних, фіскальних, імміграційних або санітарних законів, простягається на 15 морських миль (27,8 км). Виключна економічна зона встановлена на відстань 200 морських миль (370,4 км) від узбережжя. Континентальний шельф — до глибин 200 м.

## Спірні ділянки кордону

Венесуельська Гвіана позначена строкатим

На сході Венесуела має територіальні претензії до Гаяни, а саме на Гаяну-Ессекібо. Ці території мали неврегульований статус ще за часів британського панування в південноамериканській колонії Британська Гвіана.